# Emoia oriva
Emoia oriva là một loài thằn lằn trong họ Scincidae. Loài này được Zug mô tả khoa học đầu tiên năm 2012.